# Comune di Allinge-Gudhjem
Il comune di Allinge-Gudhjem fino al dicembre del 2002 è stato un comune danese situato sull'isola di Bornholm, nel mar Baltico. Capoluogo era la cittadina di Tejn.
Dal 1º gennaio 2003 è stato soppresso e il territorio è entrato a far parte del comune regionale di Bornholm.